# Dendrobium scabrifolium
Dendrobium scabrifolium är en orkidéart som beskrevs av Henry Nicholas Ridley. Dendrobium scabrifolium ingår i släktet Dendrobium, och familjen orkidéer. Inga underarter finns listade i Catalogue of Life.